# Florø Sportsklubb
Il Florø Sportsklubb, solitamente abbreviato in Florø SK, è una società polisportiva norvegese con sede a Florø, nella contea di Vestland.